# Antarramedż
Antarramedż – wieś w Armenii, w prowincji Gegharkunik. W 2011 roku liczyła 171 mieszkańców.